# Underuld
Underuld er tætte, korte, nogle gange let krøllede eller med luftfyldte (med indre hulrum) hår hos pattedyr. Ulden er helt eller delvis skjult af dækhårene.